# 千葉ヶ嵜俊治
千葉ヶ嵜 俊治（ちばがさき としじ、1893年4月10日 - 1933年1月16日）は、千葉県印旛郡富里町（現：千葉県富里市）出身で二十山部屋に所属した大相撲力士。本名は玉ノ井 俊治（たまのい としじ）（旧姓：宍倉）。最高位は東大関。

## 来歴
1893年4月10日に千葉県印旛郡富里町（現：千葉県富里市）で生まれる。子供の頃から相撲好きで、地元で開かれていた宮相撲に参加しては大関を張って活躍していたため、1910年に同郷の二十山を頼って二十山部屋へ入門、1911年6月場所で序ノ口から初土俵を踏んだ。宮相撲で大関を張っていた実力は伊達ではなく、幕下時代の1913年5月場所では、それまで無敗の快進撃を続けていた栃木山守也に初黒星を付けて話題を集めた。初土俵から僅か4年後の1915年5月場所で新十両に、1917年1月場所で新入幕を果たすなど、期待に違わぬ順調な出世を果たした。
大柄ではないもののあんこ型の体型で、突っ張りから鋭い出足を生かして左四つから豪快な吊り・上手投げを繰り出す正攻法の取り口で番付を上げていき、1918年1月場所で小結に昇進、この場所を8勝2敗の好成績を挙げた。この活躍が認められ、同年5月場所では九州山十郎と同時に大関へ昇進した。同時期に太刀山峯右衛門の現役引退と鳳谷五郎の横綱昇進によって大関の地位が空いた幸運はあったが、新入幕から僅か4場所でのスピード出世だった。
当時は出羽ノ海部屋所属力士が5年10場所（当時は年2場所制だった）に渡って優勝を独占している全盛時代で、敵方（当時は東西制が採用されていた）に所属する千葉ヶ嵜は、常ノ花寛市・栃木山守也・大錦卯一郎などの強豪を敵に回しながらも善戦した。風格ある土俵態度も持ち合わせていたことから、1920年5月場所を最後に鳳谷五郎が引退した後は、千葉ヶ嵜こそが次の横綱と期待されていた。しかし、糖尿病を患ったことと、巡業先での野球観戦によって目を痛めたことや、土俵における気迫が欠けていたことから成績が悪化し、1922年5月場所では関脇に陥落した。その場所を6勝1敗3分として大関に返り咲いたものの、糖尿病の悪化から以前のような勢いは失われており、1923年1月場所を全休したことで小結へ降格、小結で2場所出場した後、1924年1月場所を最後に現役を引退した。
引退後は年寄・玉ノ井を襲名して後進の育成に専念した。明朗な性格で人望が高く、清水川元吉が豪遊の末に事件を起こして破門された際には真っ先に引き取り、清水川の実父が自殺したことを受けて日本相撲協会へ復帰を要請、見事に復帰させた。日本相撲協会では理事も歴任し、1932年に勃発した春秋園事件では危機的状況に陥った協会の復興に尽力したが、身体への負担によって糖尿病が悪化、1933年1月16日に死去、39歳没。

## 主な成績
- 通算成績：82勝51敗9分7預19休 勝率.617[2]
- 幕内成績：70勝48敗9分5預19休 勝率.593
- 大関成績：38勝35敗3分4預10休 勝率.521
- 現役在位：19場所
- 幕内在位：15場所
- 大関在位：9場所
- 三役在位：4場所（関脇1場所、小結3場所）
- 各段優勝：十両優勝1回（1916年5月場所）

### 場所別成績
| 1911年 （明治44年） | （前相撲）                          | 西序ノ口20枚目 –        |
| 1912年 （明治45年） | 西序二段39枚目 –                    | 東三段目59枚目 –        |
| 1913年 （大正2年） | 東三段目10枚目 –                    | 東幕下54枚目 –          |
| 1914年 （大正3年） | 東幕下17枚目 –                      | 東幕下12枚目 2–3        |
| 1915年 （大正4年） | 東幕下21枚目 0–0 (1預) （対十両戦） | 西十両13枚目 2–1 (2預)  |
| 1916年 （大正5年） | 西十両7枚目 3–2                     | 東十両3枚目 優勝 7–0    |
| 1917年 （大正6年） | 東前頭14枚目 6–2 (1預)(1引分) 旗手  | 東前頭3枚目 6–3 (1引分) |
| 1918年 （大正7年） | 西小結 8–2                          | 西大関 7–3              |
| 1919年 （大正8年） | 西張出大関 5–3 (2預)                | 西大関 3–7              |
| 1920年 （大正9年） | 西大関 7–2 (1引分)                  | 東大関 6–2 (1預)(1引分) |
| 1921年 （大正10年） | 東大関 2–7 (1預)                    | 西大関 4–6              |
| 1922年 （大正11年） | 西張出大関 4–5 (1引分)              | 東張出関脇 6–1 (3引分)  |
| 1923年 （大正12年） | 西張出大関 0–0–10                   | 東小結 6–4 (1引分)      |
| 1924年 （大正13年） | 東小結 引退 0–1–9                   | x                       |
| 各欄の数字は、「勝ち-負け-休場」を示す。 優勝 引退 休場 十両 幕下 三賞：敢=敢闘賞、殊=殊勲賞、技=技能賞 その他：★=金星 番付階級：幕内 - 十両 - 幕下 - 三段目 - 序二段 - 序ノ口 幕内序列：横綱 - 大関 - 関脇 - 小結 - 前頭（「#数字」は各位内の序列） |                                     |                         |

（幕下以下の地位は小島貞二コレクションの番付実物画像による。幕下の勝敗数等において、暫定的に対十両戦の分のみを示している箇所あり。）